# Lars Fuhre
Lars Mendonca Fuhre (Hokksund, 29 settembre 1989) è un calciatore norvegese, centrocampista dell'Asker.

## Biografia
È il fratellastro di Gustav Wikheim: entrambi di madre brasiliana, sono cresciuti assieme ad Hokksund, in Norvegia.

## Carriera

### Club
Fuhre ha debuttato con la maglia dello Strømsgodset nel 2006, quando la squadra era militante nella 1. divisjon. La prima partita è stata datata 29 ottobre, quando è stato impiegato nella vittoria in trasferta per 3-7 sullo Sparta Sarpsborg, sostituendo a pochi minuti dalla fine Keijo Huusko. Anche nel turno successivo di campionato, Fuhre ha avuto spazio: ha giocato parte del secondo tempo della sfida contro il Løv-Ham, sempre dopo aver sostituito Huusko.
In seguito, è stato ceduto al Nybergsund-Trysil, sempre militante nella 1. divisjon. L'esordio è arrivato il 6 agosto 2008, nel successo per 2-0 sull'Alta: anche in questa gara, è subentrato dalla panchina, stavolta al posto di Rune Buer Johansen. Il 5 aprile 2010 ha realizzato la prima rete della sua carriera in campionato, segnando il gol del momentaneo 2-0 sul Mjøndalen (partita poi conclusasi 2-1).
Nel 2010, è stato acquistato dall'Aalesund, per giocare nell'Eliteserien. Ha debuttato proprio contro la sua ex-squadra, lo Strømsgodset: la partita si chiuse con una sconfitta per 3-1 per il suo club, con Fuhre che ha sostituito Demar Phillips nel secondo tempo della sfida.
Il 9 gennaio 2014, svincolato, ha firmato un contratto triennale gli svedesi dell'Hammarby, in Superettan. Ha giocato tutte e 30 le partite di campionato di quell'anno, in un torneo terminato con la promozione della sua squadra nella massima serie.
Il 4 aprile 2015 ha avuto così modo di esordire nell'Allsvenskan: Fuhre ha sostituito Måns Söderqvist nella vittoria interna per 2-0 sull'Häcken. In quella stessa annata, ha totalizzato 14 presenze in squadra e ha contribuito alla salvezza del club.
Il 19 marzo 2016, Fuhre ha fatto ufficialmente ritorno in Norvegia per giocare nelle file del Mjøndalen, compagine appena retrocessa in 1. divisjon. Ha esordito in squadra il 4 aprile, schierato titolare nel successo casalingo per 3-1 sul Kristiansund. Il 25 agosto ha trovato la prima rete, nella sconfitta per 2-1 maturata sul campo dell'Hødd. A fine stagione, il Mjøndalen ha centrato una posizione utile per le qualificazioni all'Eliteserien, in cui è stato eliminato dal Jerv al primo turno. Fuhre ha chiuso l'annata con 32 presenze ed una rete, tra campionato e coppa.
Il 21 marzo 2017 è stato ufficialmente presentato come nuovo acquisto dell'Öster, facendo così ritorno in Svezia. Il 1º agosto 2018 si è trasferito all'Örgryte, firmando un accordo valido sino al termine dell'annata.
Il 23 dicembre 2018 è tornato in Norvegia per giocare nell'Asker, legandosi con un accordo biennale.

### Nazionale
Fuhre ha esordito con la Norvegia under 18 contro i pari età della Turchia: ha sostituito Andreas Ulland Andersen nel corso del secondo tempo della sfida. Ha raccolto altre due presenze con questa selezione giovanile norvegese, tutte nel corso del 2007.

## Statistiche

### Presenze e reti nei club
Statistiche aggiornate al 7 gennaio 2019.
| Stagione                 | Club                     | Campionato               | Campionato | Campionato | Coppe nazionali | Coppe nazionali | Coppe nazionali | Coppe continentali | Coppe continentali | Coppe continentali | Supercoppe | Supercoppe | Supercoppe | Totale | Totale |
| Stagione                 | Club                     | Comp                     | Pres       | Reti       | Comp            | Pres            | Reti            | Comp               | Pres               | Reti               | Comp       | Pres       | Reti       | Pres   | Reti   |
| ------------------------ | ------------------------ | ------------------------ | ---------- | ---------- | --------------- | --------------- | --------------- | ------------------ | ------------------ | ------------------ | ---------- | ---------- | ---------- | ------ | ------ |
| 2006                     | Strømsgodset             | 1D                       | 2          | 0          | CN              | 0               | 0               | -                  | -                  | -                  | -          | -          | -          | 2      | 0      |
| 2007                     | Strømsgodset             | ES                       | 0          | 0          | CN              | 1               | 0               | -                  | -                  | -                  | -          | -          | -          | 1      | 0      |
| gen.-ago. 2008           | Strømsgodset             | ES                       | 0          | 0          | CN              | 1               | 0               | -                  | -                  | -                  | -          | -          | -          | 1      | 0      |
| Totale Strømsgodset      | Totale Strømsgodset      | Totale Strømsgodset      | 2          | 0          |                 | 2               | 0               |                    | -                  | -                  |            | -          | -          | 4      | 0      |
| ago.-dic. 2008           | Nybergsund-Trysil        | 1D                       | 12         | 0          | CN              | -               | -               | -                  | -                  | -                  | -          | -          | -          | 12     | 0      |
| 2009                     | Nybergsund-Trysil        | 1D                       | 11         | 0          | CN              | 0               | 0               | -                  | -                  | -                  | -          | -          | -          | 11     | 0      |
| gen.-ago. 2010           | Nybergsund-Trysil        | 1D                       | 12         | 5          | CN              | 2               | 1               | -                  | -                  | -                  | -          | -          | -          | 14     | 6      |
| Totale Nybergsund-Trysil | Totale Nybergsund-Trysil | Totale Nybergsund-Trysil | 35         | 5          |                 | 2               | 1               |                    | -                  | -                  |            | -          | -          | 37     | 6      |
| ago.-dic. 2010           | Aalesund                 | ES                       | 8          | 0          | CN              | 1               | 0               | UEL                | -                  | -                  | SN         | -          | -          | 9      | 0      |
| 2011                     | Aalesund                 | ES                       | 8          | 0          | CN              | 3               | 1               | UEL                | 4                  | 2                  | -          | -          | -          | 15     | 3      |
| 2012                     | Aalesund                 | ES                       | 17         | 5          | CN              | 3               | 0               | UEL                | 4                  | 0                  | -          | -          | -          | 25     | 5      |
| 2013                     | Aalesund                 | ES                       | 12         | 1          | CN              | 2               | 0               | -                  | -                  | -                  | -          | -          | -          | 14     | 1      |
| Totale Aalesund          | Totale Aalesund          | Totale Aalesund          | 45         | 6          |                 | 9               | 1               |                    | 8                  | 2                  |            | -          | -          | 62     | 9      |
| 2014                     | Hammarby                 | S                        | 30         | 7          | CS              | 3               | 2               | -                  | -                  | -                  | -          | -          | -          | 33     | 9      |
| 2015                     | Hammarby                 | A                        | 14         | 0          | CS              | 4               | 0               | -                  | -                  | -                  | -          | -          | -          | 18     | 0      |
| Totale Hammarby          | Totale Hammarby          | Totale Hammarby          | 44         | 7          |                 | 7               | 2               |                    | -                  | -                  |            | -          | -          | 51     | 9      |
| 2016                     | Mjøndalen                | 1D                       | 30+1       | 1+0        | CN              | 1               | 0               | -                  | -                  | -                  | -          | -          | -          | 32     | 1      |
| 2017                     | Öster                    | S                        | 28         | 4          | CS              | 3               | 0               | -                  | -                  | -                  | -          | -          | -          | 31     | 4      |
| gen.-lug. 2018           | Öster                    | S                        | 11         | 0          | CS              | 1               | 0               | -                  | -                  | -                  | -          | -          | -          | 12     | 0      |
| Totale Öster             | Totale Öster             | Totale Öster             | 39         | 4          |                 | 4               | 0               |                    | -                  | -                  |            | -          | -          | 43     | 4      |
| ago.-dic. 2018           | Örgryte                  | S                        | 12         | 0          | CS              | -               | -               | -                  | -                  | -                  | -          | -          | -          | 12     | 0      |
| 2019                     | Asker                    | 2D                       | 0          | 0          | CN              | 0               | 0               | -                  | -                  | -                  | -          | -          | -          | 0      | 0      |
| Totale                   | Totale                   | Totale                   | 177        | 22         |                 | 24              | 4               |                    | 8                  | 2                  |            | -          | -          | 209    | 28     |

## Palmarès

### Club
- Coppa di Norvegia: 1

Aalesunds: 2011